# Calophaca tianschanica
Calophaca tianschanica là một loài thực vật có hoa trong họ Đậu. Loài này được (B.Fedtsch.) Boriss. miêu tả khoa học đầu tiên.